# Susan Egan
Susan Egan (Seal Beach, 18 de febrero de 1970) es una actriz y cantante estadounidense, conocida por su trabajo en Broadway.

## Biografía
Nació en Seal Beach, en California, Estados Unidos. Asistió a la Universidad de Los Ángeles y a la escuela Los Alamitos High School, de la Orange County High School de las artes. Mientras asistía a UCLA, se toma un tiempo libre para que Tommy Tune la contratase como Kim en la producción de su gira Bye Bye Birdie. Después de la gira, audiciona para otra gira State Fair, por lo que oficialmente abandona la universidad para ir a Nueva York. Está casada con Robert Hartmann y tienen una hija, Nina, nacida el 6 de febrero de 2007. Reside en Los Ángeles, bajo cuidado de su familia.

## Carrera
Aunque desconocida, ella ganó el codiciado papel de Belle en el elenco original de Broadway de Beauty and the Beast, con la que fue nominado para un premio Tony. Desempeñó Belle por un año en Broadway y, a continuación, repite su papel 
en Los Ángeles production en 1995 junto con muchos del elenco original de Broadway. La sustituta de Egan en Broadway fue Sarah Uriarte Berry, que solía ser compañera de habitación en la universidad de Egan. También en el escenario, se ha ganado alabanzas por su presentación de María en las producciones regionales de The Sound of Music.
La voz de Egan ha sido presentada en las versiones de inglés de dos largometrajes por el animador japonés Hayao Miyazaki, El viaje de Chihiro y Porco Rosso, así como la película animada de Disney, Hércules. Ella representa el papel de Megara en el Disney / Square Enix videojuego Kingdom Hearts II.

## Filmografía
- Porco Rosso (2004) como la Sra. Gina (voz inglés).
- 13 Going on 30 (2004) como Tracy Hansen.
- El viaje de Chihiro (2001/2002) como Lin (voz inglés).
- Abadox (1998) como Katie Budd (voz inglés).
- Gotta Kick It Up! (2002) como Heather Bartlett.
- The Disappearing Girl Trick (2001), Bridget Smith.
- Revolution OS' (2001) como Narrador.
- Man of the Century (1999) como Samantha de Invierno.
- Hércules (1997) como Megara (voz).
- Lady and the Tramp II: Scamp's Adventure (2001) como Ángel (voz).
- Steven Universe (2014) como Rose Quartz/Diamante Rosa (voz).

## Broadway
- Beauty and the Beast
- Triumph of Love
- Cabaret (1998 revival)
- State Fair
- Thoroughly Modern Millie
- Bye Bye Birdie (U. S. Tour)

## Discografía
- So Far... (2002)
- Coffee House (2004)
- All That & More (2005)
- Winter Tracks (2006)
- Susan Egan Live (2007)

## Otros
- Kingdom Hearts II (2006) como Megara (voz).
- House M.D. Episodio 517 (2009) como Audrey.